# Abdoulaye Traoré
Abdoulaye Traoré (Abidjan, 1967. március 4. –) elefántcsontparti válogatott labdarúgó.

## Fordítás
- Ez a szócikk részben vagy egészben  az   Abdoulaye Traoré (Ivorian footballer) című angol Wikipédia-szócikk fordításán alapul.  Az eredeti cikk szerkesztőit annak laptörténete sorolja fel. Ez a jelzés csupán a megfogalmazás eredetét és a szerzői jogokat jelzi, nem szolgál a cikkben szereplő információk forrásmegjelöléseként.